# 비틀리스주

비틀리스주의 위치

비틀리스주(튀르키예어: Bitlis ili)는 튀르키예 동부에 위치한 주로, 동아나톨리아 지역에 속한다. 주도는 비틀리스이며 면적은 6,707km2, 인구는 413,446명(2006년 기준), 자동차 번호는 13번, 시외전화 지역번호는 0434번이다. 반호 서쪽에 위치하며 7개 군을 관할한다.